# P进数分析
p进数分析是研究变量为p进数的函数之分析性质的数学分支，属于数论研究中的领域。

## 简介
p进数域是有理数域装备了与欧几里德范数不同的p进范数後进行拓扑完备化得到的完备数域，一般记作{\displaystyle \mathbb {Q} _{p}}。同样是有理数域的完备化，{\displaystyle \mathbb {Q} _{p}}与实数域{\displaystyle \mathbb {R} }有许多差异之处。然而，同样可以对自变量取自{\displaystyle \mathbb {Q} _{p}}中或值域在{\displaystyle \mathbb {Q} _{p}}中的函数定义极限、微分、积分等概念，从而建立类似于实分析的分析学。定义在{\displaystyle \mathbb {Q} _{p}}上的复值函数是局部紧群理论的研究对象。而通常意义上的p进分析也指研究取值在{\displaystyle \mathbb {Q} _{p}}上的函数之分析性质的理论。
p进数分析主要应用在数论中。在丢番图几何与丢番图逼近理论中，p进数分析有重要作用。有些应用甚至涉及到基于p进数的泛函分析和谱理论。在某种意义上，p进数分析较传统的实分析或复分析更为“简单”。这是因为p进数域的拓扑对应的是超度量而不是阿基米德度量。超度量对应的“三角不等式”相较阿基米德度量的三角不等式更强，因此能够导出更强的结论。例如在级数论中，p进数项构成的无穷级数的收敛条件比实数项或复数项无穷级数的更简单。基于同样的原因，p进数域上的拓扑向量空间与实数域或复数域上的拓扑向量空间不同。例如前者中与凸性相关的性质以及哈恩－巴拿赫定理都不同于後者中的对应性质与定理。

## 数列与级数
{\displaystyle \mathbb {Q} _{p}}上的拓扑建立在p进范数{\displaystyle |\cdot |_{p}}上。{\displaystyle |\cdot |_{p}}是一个超度量（也称为非阿基米德度量）的范数。它不仅满足三角不等式，而且满足更强的关系：
{\displaystyle |x+y|_{p}\leqslant \max\{|x|_{p},|y|_{p}\}.}
因此，在{\displaystyle \mathbb {Q} _{p}}中，数列和无穷级数的收敛条件较实数更为宽松。一个数列{\displaystyle (x_{n})_{n\in \mathbb {N} }}是柯西数列当且仅当xn+1 - xn趋于0。因此数列有极限等价于其相邻项之差趋于0:88。无穷级数{\displaystyle \sum _{n\in \mathbb {N} }a_{n}}的相邻两个部分和的差就是级数的通项an，所以无穷级数收敛当且仅当其通项趋于0:89。

## Zp{\displaystyle \mathbb {Z} _{p}}上的函数
{\displaystyle \mathbb {Z} _{p}}表示所有p进整数，即在p进范数小于等于1的p进数的集合。由于{\displaystyle \mathbb {Q} _{p}}是完全不连通的空间，不具有与实数中“区间”对应的研究对象，因此较常作为研究基础的是其中的球:92。{\displaystyle \mathbb {Z} _{p}}是一个紧致的球。与{\displaystyle \mathbb {Q} _{p}}中的任何球一样，{\displaystyle \mathbb {Z} _{p}}是开集也是闭集。由{\displaystyle \mathbb {Q} _{p}}的超度量特性可以推出，{\displaystyle \mathbb {Q} _{p}}可以划分为形同{\displaystyle x+\mathbb {Z} _{p}}的球的不交并集，其中的x是{\displaystyle \mathbb {Q} _{p}/\mathbb {Z} _{p}}即{\displaystyle \mathbb {Z} \left[{\frac {1}{p}}\right]/\mathbb {Z} }的代表元素。因此要研究{\displaystyle \mathbb {Q} _{p}}上的函数，可以转化为研究{\displaystyle \mathbb {Z} _{p}}上的函数:160。

### 连续函数
{\displaystyle \mathbb {Z} _{p}}上的连续函数定义与实数中的定义一致。适用于所有度量空间的连续性基本性质在{\displaystyle \mathbb {Z} _{p}}上也适用，例如在紧集上处处连续的函数绝对连续:93。
在实分析与复分析中，魏尔斯特拉斯逼近定理说明了，闭区间上的实值或复值连续函数能够被多项式函数一致逼近，然而统一而具体的逼近多项式函数是不存在的:160。在p进数分析中，马勒定理说明了{\displaystyle \mathbb {Z} _{p}}上的连续函数（取值在{\displaystyle \mathbb {Q} _{p}}或{\displaystyle \mathbb {C} _{p}}上）能够被多项式函数一致逼近，而且这些多项式函数有统一的显式表达（其系数都是只和函数本身相关的常数）:173。范德普特定理说明，{\displaystyle \mathbb {Z} _{p}}上的连续函数都能够被{\displaystyle \mathbb {Z} _{p}}上的球指示函数（即只在球{\displaystyle i+p^{j}\mathbb {Z} _{p}}上取值为1，其余时候取值为0的函数）的线性组合一致逼近，而且给出了具体的系数:182-183。

### 导数
{\displaystyle \mathbb {Z} _{p}}上的函数也可以定义导数，就像实分析中一样：给定开集U，考察函数{\displaystyle f:\;U\rightarrow \mathbb {Q} _{p}}。对U中一点x，如果极限：
{\displaystyle f'(x):=\,\lim _{h\to 0}{\frac {f(x+h)-f(x)}{h}}}
存在，就称函数f在点x可导，导数为上述极限f '(x)。这样定义的导数和导函数与它们在实分析中对应的对象拥有某些共同点。比如可导的函数总是连续函数。不过，由于“区间”概念的缺失，{\displaystyle \mathbb {Q} _{p}}上无法建立对应于实分析中中值定理的结论。没有“中值定理”，“传统的”导数在p进分析中无法拥有很多在实分析中有重要价值的性质。比如，存在一个处处可导，导函数恒等于零的函数，它自身并不是常数函数:93-94。